# Tlalpujahua de Rayón
Tlalpujahua de Rayón är en kommunhuvudort i Mexiko.   Den ligger i kommunen Tlalpujahua och delstaten Michoacán de Ocampo, i den sydöstra delen av landet, 120 km väster om huvudstaden Mexico City. Tlalpujahua de Rayón ligger 2 583 meter över havet och antalet invånare är 3 420.
Terrängen runt Tlalpujahua de Rayón är kuperad. Runt Tlalpujahua de Rayón är det ganska tätbefolkat, med 179 invånare per kvadratkilometer. Närmaste större samhälle är El Oro de Hidalgo, 4,5 km öster om Tlalpujahua de Rayón. Trakten runt Tlalpujahua de Rayón består till största delen av jordbruksmark.